# Bảy môn phối hợp
Bảy môn phối hợp là một nội dung track and field kết hợp tối đa 7 môn thi đấu.
Có hai loại bảy môn phối hợp: một loại cho nam và một loại cho nữ - bao gồm các môn thi đấu khác nhau. Bảy môn phối hợp của nam có từ trước và thi đấu trong nhà, còn bảy môn phối hợp của nữ thi đấu ngoài trời và mới được giới thiệu trong những năm 1980, lần đầu tiên xuất hiện tại Thế vận hội vào năm 1984.
7 môn phối hợp: 100m rào, nhảy cao, đẩy tạ, chạy 200 m, nhảy xa, ném lao và chạy 800 m.